# Nuwendoorn
Kasteel Nuwendoorn (ook Nieuwendoorn) was een dwangburcht van Floris V in de buurt van de Rekerdam met een uitloper van de Rekere, in het uiterste westen van West-Friesland, nabij het huidige Krabbendam (Gemeente Schagen). Hij bestond uit een woontoren van 11 bij 11 meter, een hoofdburcht van 32 bij 32 meter, en een voorburcht.
Met de bouw werd omstreeks 1282 begonnen. Na de moord op Floris V in 1296 werd het nog in aanbouw zijnde kasteel door de West-Friezen verwoest, waarna het werd herbouwd. Op 5 augustus 1321 werd Jan I van Polanen tot kasteelheer benoemd. Uit 1367 is nog een rekening voor onderhoud aan het kasteel bekend. Daarna wordt het kasteel niet meer genoemd; het is mogelijk rond 1370 verdwenen bij een overstroming. De kloostermoppen waaruit het kasteel was opgetrokken zijn misschien hergebruikt voor het kerkje (de oude Ursula) in Warmenhuizen.
De naam van het gebied (Nyewendoren) werd in de loop der eeuwen verbasterd tot "Nieuwe Deuren". Hoewel bekend was dat hier een oude vesting moest liggen, en in een krantenartikel uit 1883 al bericht werd dat daar kloostermoppen werden gevonden, werd het kasteel pas in 1948 herontdekt. Bram Biersteker vond tijdens het ploegen regelmatig kloostermoppen en toonde twee hiervan aan de amateurarcheologen Cees Wagenaar, Johan Lutjeharms en Jaap Westra die vervolgens een fundering van ongeveer 36 meter uitgroeven.
Na een ruilverkaveling in 1960 deed de Rijksdienst voor het Oudheidkundig Bodemonderzoek verder onderzoek. In 1961 werd de Stichting Nuwendoorn opgericht. Tussen 1961 en 1967 werden de fundering en de grachten hersteld. De stichting werd in 1980 opgeheven. Sinds 1983 is het terrein eigendom van de provincie Noord-Holland. Het is in beheer bij Landschap Noord-Holland.
In juni 2006 besloten Gedeputeerde Staten van Noord-Holland maximaal 500.000 euro te reserveren voor het opknappen van het terrein om verder verval te voorkomen. Op 7 juli 2011 werd het kasteelterrein door gedeputeerde Elvira Sweet geopend. De kasteelmuren zijn gedeeltelijk heropgebouwd met modern materiaal en de hoofdtoren is in staal als uitkijktoren opgericht.
In augustus 2022 besloot de provincie Noord-Holland om deze kasteelruïne over te dragen aan Stichting Monumentenbezit en verleende daarbij een eenmalige instandhoudingsvergoeding van 2,1 miljoen euro.